# Synagoge (Lunéville)

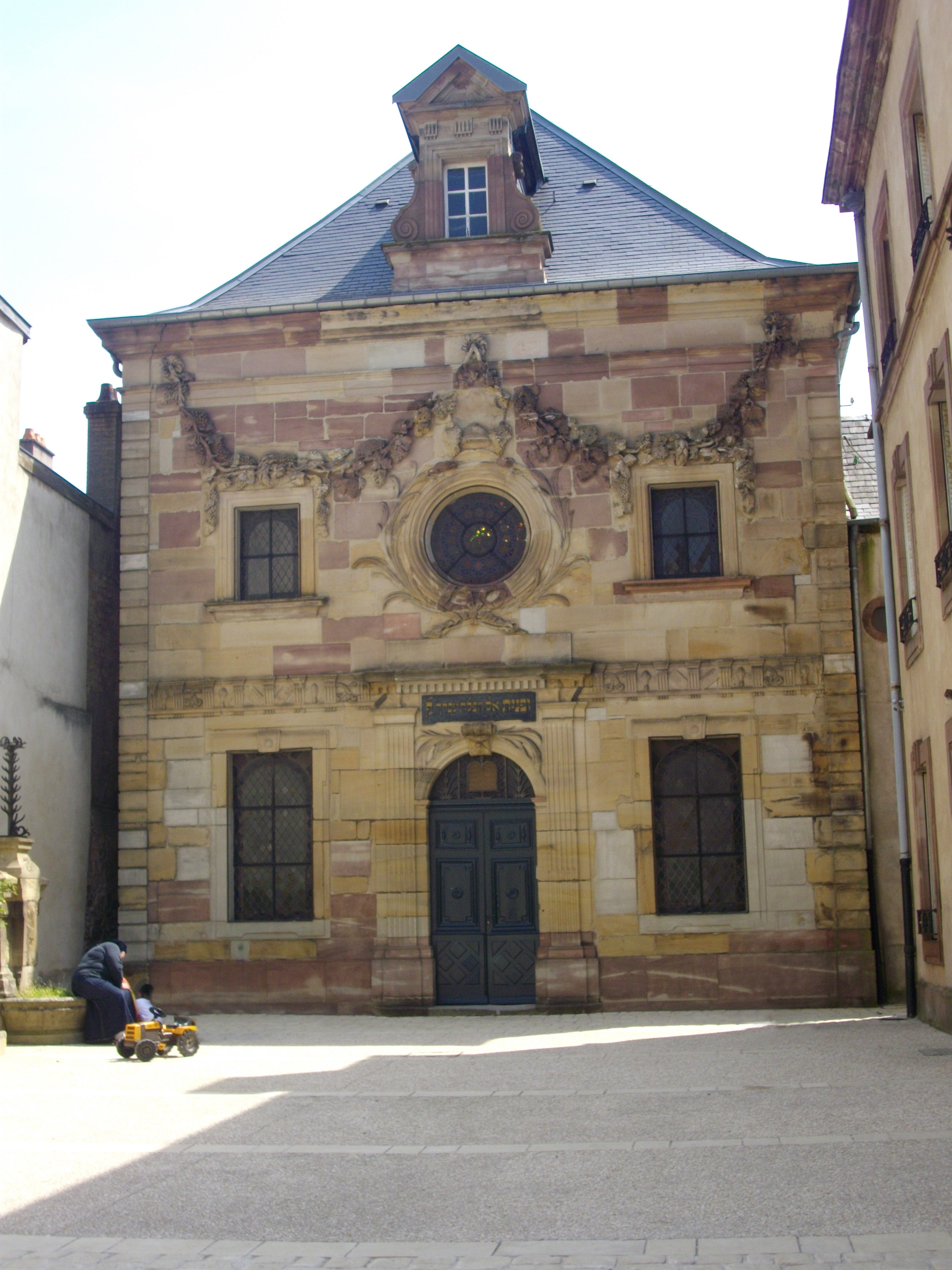
Synagoge in Lunéville

Die Synagoge in Lunéville, einer französischen Stadt im Département Meurthe-et-Moselle in der historischen Region Lothringen, steht an der Rue Castara Nr. 7. Die Synagoge ist seit 1980 als Baudenkmal (Monument historique) geschützt.

## Geschichte
Die Synagoge in Lunéville wurde 1786 errichtet. Sie war die zweite Synagoge, die nach der Vertreibung der Juden aus dem Königreich Frankreich im Jahr 1394 erbaut wurde. Nur die Synagoge in Phalsbourg wurde früher gebaut, im Jahre 1772.
Die Synagoge wurde nach den Plänen des Architekten Augustin Charles Piroux (1749–1805) im Stil Louis-seize errichtet. Sie ist mit keinem jüdischen Symbol (z. B. Davidstern) versehen. Heute sieht es so aus, als wäre das Gebäude gut sichtbar, von der Straße zurückgesetzt, gebaut worden. Zur Erbauungszeit war sie aber von einem später abgerissenen Haus verdeckt, um so zu verschleiern, dass ein solcher Bau toleriert wurde. Ursprünglich war an der Fassade die französische Inschrift Au Dieu d’Israël, par permission du roy de France, l’an 1786 (Dem Gott Israels, mit Erlaubnis des Königs von Frankreich, im Jahr 1786) angebracht. Diese Inschrift wurde durch einen hebräischen Text aus dem 1. Buch der Könige ersetzt (8,28 ).